# Hard, Fast and Beautiful
Hard, Fast and Beautiful is een Amerikaanse dramafilm uit 1951 onder regie van Ida Lupino. Het scenario is gebaseerd op de roman American Girl (1930) van de Amerikaanse auteur John R. Tunis.

## Verhaal
De jonge atlete Florence Farley wordt getraind door haar moeder Millie. Ze wil een tenniskampioene en een financieel succes maken van haar getalenteerde dochter. Wanneer Florence verliefd wordt op Gordon McKay, is haar ambitieuze moeder daar allerminst tevreden over.

## Rolverdeling
| Acteur            | Personage          |
| ----------------- | ------------------ |
| Claire Trevor     | Millie Farley      |
| Sally Forrest     | Florence Farley    |
| Carleton G. Young | Fletcher Locke     |
| Robert Clarke     | Gordon McKay       |
| Kenneth Patterson | Will Farley        |
| Marcella Cisney   | Juffrouw Martin    |
| Joseph Kearns     | J.R. Carpenter     |
| William Hudson    | Stagiair           |
| George Fisher     | Omroeper           |
| Arthur Little jr. | Commentator        |
| Bert Whitley      | Jonge functionaris |
| Edwin Reimers     | Omroeper           |
| Don Kent          | Scheidsrechter     |
| William Irving    | Scheidsrechter     |
| Barbara Brier     | Meisje             |
| Marilyn Mercer    | Meisje             |